# Archelaphe bella
Genre
Synonymes
- Maculophis Burbrink & Lawson, 2007

Espèce
Synonymes
- Coronella bella Stanley, 1917
- Coluber leonardi Wall, 1921
- Elaphe leonardi (Wall, 1921)
- Elaphe leonardi chapaensis Bourret, 1934
- Maculophis bella (Stanley, 1917)
- Elaphe bella (Stanley, 1917)

Archelaphe bella, unique représentant du genre Archelaphe, est une espèce de serpents de la famille des Colubridae.

## Répartition
Cette espèce se rencontre :
- en Birmanie, dans l'État de Kachin ;
- en Inde, dans les États d'Assam et Nagaland ;
- en République populaire de Chine, dans les provinces de Hunan, Guangdong, Guangxi, Fujian, Sichuan et Yunnan ;
- au Viêt Nam, dans les provinces de Lào Cai, Lạng Sơn, Vĩnh Phúc, Hà Tĩnh.

## Liste des sous-espèces
Selon The Reptile Database (12 février 2014) :
- Archelaphe bella bella (Stanley, 1917)
- Archelaphe bella chapaensis (Bourret, 1934)

## Taxinomie
Cette espèce a été, en 2007, classée sous le genre monotype Maculophis par Burbrink et Lawson, toutefois Böhme et De Pury en 2011 ont déclaré nomen nudum le genre Maculophis et Maculophis bella et ont proposé en remplacement le genre Archelaphe.

## Étymologie
Le genre Archelaphe, du grec ἀρχαῖος, arkhaios, « du début, ancien, vieux », et Elaphe, le nom d'un genre de la famille de Colubridae, a été choisi en référence à la position basale du clade Archelaphe dans l'arbre phylogénétique des Elaphe.

## Publications originales
- Bourret, 1934 : Notes herpétologiques sur l'Indochine Française II. Sur quelques serpents des montagnes du Tonkin. Bulletin Général de l'Instruction Publique, Hanoi, vol. 1934, p. 149-157.
- Schulz, Böhme & Tillack, 2011 : Hemipenis Morphology of Coronella bella Stanley, 1917 with Comments on Taxonomic and Nomenclatural Issues of Ratsnakes (Squamata: Colubridae: Colubrinae: Elaphe Auct.). Russian Journal of Herpetology, vol. 18, no 4, p. 273–283.
- Stanley, 1917 "1916" : Two new species of Chinese snakes. Journal of the North-China Branch Royal Asiatic Society, Shanghai, vol. 47, p. 83-84.